# 阿列克謝·奇里科夫
阿列克谢·伊里奇·奇里科夫（俄语：Алексе́й Ильи́ч Чи́риков，1703年—1748年11月），俄罗斯水手、船长、探险家。他曾是维他斯·白令船队的成员，也是第一位到达北美洲西北海岸的俄罗斯人。在大北极探险中，奇里科夫作为维他斯·白令的代理人，发现并绘制了一些阿留申群岛中的岛屿。

## 生平
奇里科夫于1721年毕业于海军学院。1725年至1730年的第一次堪察加探险，以及1733年至1743年的第二次堪察加探险（又称大北极探险）中，奇里科夫是白令的代理人。
1741年5月，奇里科夫乘坐“圣保罗”号（St Paul），白令乘坐“圣彼得”号（St Peter），离开堪察加彼得罗巴甫洛夫斯克，向东方航行。6月20日，他们遭遇风暴而失散，从此再未见到对方的船。7月15日，奇里科夫发现了阿拉斯加狭地南部末端、威尔士亲王岛旁的贝克岛。此岛位于白令登陆的圣埃利亚斯山附近东南部约450英里。奇里科夫未能找到登陆的港口，因此向北行驶到巴拉诺夫岛，经过后来俄罗斯人的基地锡特卡。他派出附载的大艇出去寻找停泊处，但一周以后没有回来，他便派出了第二艘大艇，仍然一去不返。没有任何可用的小船，奇里科夫无法搜寻两艘大艇，且无法登陆补充新鲜的水源供给。在无法继续等待以后，他选择抛弃那两艘长艇让它们听天由命，于7月27日向西驶去。他看见了阿留申群岛西端的基奈半岛、科迪亚克岛和埃达克岛。在水源严重不足的情况下，于1741年10月12日回到了堪察加彼得罗巴甫洛夫斯克。
1742年，奇里科夫负责前往搜寻他的伙伴白令乘坐的“圣彼得”号。在此航程期间，他来到阿图岛。奇里科夫于1746年参与创作了俄罗斯发现的太平洋最终版本的地图。
今日阿拉斯加州科迪亚克群岛中有一个奇里科夫岛，就是以他的名字命名的。